# ヨアヒム・シェプケ
ヨアヒム・シェプケ（Joachim Schepke、1912年3月8日 - 1941年3月17日）は、ドイツの海軍軍人。潜水艦Uボートのエース艦長。

## 略歴
フレンスブルク出身。父もドイツ帝国海軍の軍人だった。1930年にヴァイマル共和国海軍（reichsmarine）に入隊。1934年に潜水艦Uボートの部署に配属され、1938年にはU-3の艦長となった。第二次世界大戦開戦初期にはこの潜水艦で出撃し、連合国船舶を次々と沈めた。1940年1月から4月にかけての短期間、U-19の艦長を務めた後、1940年5月からVIIB型UボートU-100の艦長となった。
シェプケは第二次世界大戦前期において37隻、155,882トンを沈め、柏葉付騎士鉄十字章の叙勲を受けた。シェプケとオットー・クレッチマーとギュンター・プリーンは、第二次世界大戦前半のUボートの三大エース艦長だった。
しかし1941年3月、HX112船団の攻撃に加わった際に駆逐艦「ヴァノック」（HMS Vanoc）からの体当たりを受けてU-100が沈没。この際にシェプケ以下37名の乗組員は海の中で死亡した。6人の乗組員だけが救助された。